# 2014 en science
| Années de la science : 2011 - 2012 - 2013 - 2014 - 2015 - 2016 - 2017    |
| Décennies de la science : 1980 - 1990 - 2000 - 2010 - 2020 - 2030 - 2040 |

Cet article présente les faits marquants de l'année 2014 en science.

## Évènements
- 2014 est l'Année internationale de la cristallographie[1].

### Biologie et médecine
- Le 22 janvier 2014, la découverte d'une nouvelle espèce de dauphins d'eau douce est annoncée au Brésil.
- Le 3 mars 2014 : annonce de la découverte du virus géant Pithovirus sibericum dans le pergélisol de Sibérie.
- Le 24 avril 2014 : Kryptodrakon est classifié comme étant le plus vieux ptérosaure Pterodactyloidea découvert à ce jour[2].
- Le 7 juillet 2014 : annonce de la découverte de restes fossilisés du plus grand oiseau volant connu à ce jour, Pelagornis sandersi.
- Découverte dans de l'ambre de la mer Baltique de Aradus macrosomus, une espèce fossile d'insectes hémiptères de la famille des Aradidae[3].

### Chimie
- Le 2 juin 2014 : Le premier congrès européen sur l'analyse de la dispersion de Taylor a lieu à l'Université Montpellier-II[4].

### Physique
- Le 21 janvier 2014, un article publié dans Nature Communications rapporte la production du premier faisceau d'antihydrogène au CERN, à Genève[5],[6].

### Astronomie et astronautique
- Au 1er janvier 2014, 1055 exoplanètes avaient été découvertes.
- Le 8 janvier 2014, la NASA annonce son souhait de prolonger de quatre ans la Station spatiale internationale, jusqu'en 2024[7].
- Le 20 janvier 2014, la sonde européenne Rosetta sort avec succès de 957 jours d'hibernation. Le premier signal témoignant du réveil de la sonde est reçu ce même jour à 18 h 18 GMT[8].
- Le 21 janvier 2014, une supernova de type Ia est découverte dans la galaxie M82, dans la constellation de la Grande Ourse[9]. Elle est baptisée SN 2014J.
- Le 23 janvier 2014, une équipe internationale rend compte dans Nature de la détection de geysers de vapeur d'eau sur la planète naine Cérès lors de son passage au périhélie à l'aide du télescope spatial Herschel[10].

### Informatique
- Le 24 septembre 2014, Gérard Berry a été décoré de la médaille d'or du CNRS.

## Prix
- Prix Nobel
  - Prix Nobel de physiologie ou médecine : John O'Keefe, May-Britt Moser et Edvard Moser
  - Prix Nobel de physique : Isamu Akasaki, Hiroshi Amano et Shuji Nakamura
  - Prix Nobel de chimie : Eric Betzig, Stefan Hell et William E. Moerner
- Prix Lasker
  - Prix Albert-Lasker pour la recherche médicale fondamentale : Kazutoshi Mori (en) et Peter Walter
  - Prix Albert-Lasker pour la recherche médicale clinique : Alim-Louis Benabid et Mahlon DeLong

- Médailles de la Royal Society
  - Médaille Copley : Alec Jeffreys
  - Médaille Darwin : John Sutherland (en)
  - Médaille Davy : Clare Grey
  - Médaille royale : Terence Tao, Tony Hunter et Howard Morris
  - Médaille Rumford : Jeremy Baumberg
  - Médaille Sylvester : Ben Green

- Médailles de la Geological Society of London
  - Médaille Lyell : Martin Brasier
  - Médaille Murchison : Julian Pearce
  - Médaille Wollaston : Maureen Raymo

- Prix Jules-Janssen (astronomie) : Rafael Rebolo López (es)
- Prix Turing en informatique : Michael Stonebraker
- Médaille Bruce (astronomie) : Kenneth Kellermann
- Médaille linnéenne : Niels Kristensen (it) et Walter Lack (de)

- Médaille d'or du CNRS : Gérard Berry
- Grand Prix de l'Inserm : Anne Dejean-Assémat

## Décès
- 9 janvier : Jean-Jacques Moreau (né en 1923), mécanicien et mathématicien français.
- 12 janvier : William Howard Feindel (né en 1918), médecin, neurologue, neurochirurgien et chercheur québécois.
- 15 janvier : John Dobson (né en 1915), astronome amateur et vulgarisateur américain, concepteur du télescope de Dobson.
- 12 décembre : Ivor Grattan-Guinness (né en 1941), historien des mathématiques et de la logique britannique.